# Mega Man Star Force 2
Mega Man Star Force 2 (Shooting Star Rockman 2 (流星のロックマン2, Ryūsei no Rokkuman Tsū)) est un jeu d'action-RPG développé par Capcom pour la console portable Nintendo DS. C'est la suite de Mega Man Star Force et en reprend le même système de jeu. Le jeu a été publié en deux versions distinctes commercialisées simultanément, et sous-titrées Zerker × Saurian (ベルセルク×ダイナソー, Berserk × Dinosaur) et Zerker × Ninja (ベルセルク×シノビ, Berserk × Shinobi).
Une suite, Mega Man Star Force 3, est commercialisée le 13 novembre 2008 au Japon.

## Système de jeu
Mega Man Star Force 2 est un jeu d'action-RPG qui reprend le même système de jeu que son prédécesseur Mega Man Star Force.